# Rhynchostegium campylocarpum
Rhynchostegium campylocarpum là một loài rêu trong họ Brachytheciaceae. Loài này được Müll. Hal. De Not. mô tả khoa học đầu tiên năm 1859.